# スタークリスタル
『スタークリスタル』（原題：Galaxis）は、1995年にリリースされた、アメリカのSFアクション映画である。
ニック・デイヴィスが脚本を手がけ、ウィリアム・メサが監督を務めた。出演はブリジット・ニールセンやリチャード・モール、クレイグ・フェアブラス。また、別題として『Terminal Force』というタイトルでもリリースされた。
この映画は、ヒューストン・クロニクル紙から否定的な評価を受け、「実際のところ、オリジナルビデオ作品よりも悪いかもしれない」と書かれた。

## あらすじ
宇宙誕生時、生命を維持するためのエネルギーを生み出すとされるジェムが作られる。悪の帝王のカイラ（リチャード・モール）は、その伝説上のジェムを探し出し、そのジェムに内在するエネルギーを使って悪の勢力を広げようとする。そして、シンタリア星でジェムの守護者たちを倒し、ジェムの入手に成功する。
一方、もう一つのジェムの在り処を聞き出した、透明化の能力を持つ自由の闘士のラデラ（ブリジット・ニールセン）は、カイラの侵攻を食い止め、更なるジェムの入手を阻止するために地球へと向かう。そこで彼女は、ジェド（ジョン・H・ブレナン）がすでにそのジェムを隠し場所から持ち出していることを知る。
しかし、マフィアのヴィクター・メネンデス（フレッド・アスパラガス）たちもまた、ジェドへの借金の形に、そのジェムを手に入れようとしていた。
ヴィクターたちを退治したラデラは、ジェドと共に原初のジェムを探し出し、カイラの計画を阻止するために協力することにする。

## 登場人物
- ラデラ - ブリジット・ニールセン

宇宙最強の女戦士
- カイラ - リチャード・モール

宇宙征服をもくろむ悪の帝王
- ジェド・サンダース - John H. Brennan

風来坊の研究家
- カーター - ロジャー・アーロン・ブラウン（英語版）

カイラとジェドの二人の行方を追う刑事
- ケリー刑事 - シンディ・モーガン
- 警察署長 - アラン・ファッジ（英語版）
- Commander - クリスティン・バウアー・ヴァン・ストラテン（英語版）
- ターキン卿 - クレイグ・フェアブラス（英語版）

シンタリアの惑星連合軍指導者
- ヴィクター・メネンデス - フレッド・アスパラガス（英語版）

イタリアン・マフィアのボス。貸した金を取り返そうとジェドに付きまとう
- ストラヴォス - Joey Gaynor

ヴィクターの腹心
- トレイ - ジェフ・レクター（英語版）

ヴィクターの子分
- セス - Christopher Doyle

ヴィクターの子分
- マニー・ホプキンス - マイケル・ポール・チャン

ジェドの友人。チャイニーズ・マフィア
- レイモンド - リチャード・ナリタ

マニーの甥
- エディ - ジョージ・チェン

マニーの子分
- アジア人の部下 - Woon Young Park (ノンクレジット)
- Rape Victim - Jane Clark
- Bar Lady At Sharkey's - Louise Moritz
- Nervous Official - サム・ライミ
- Robot Child - Arthur Mesa

## 製作

### 撮影
この映画は、『沈黙の戦艦』（1992年）や『逃亡者』（1993年）の視覚効果スーパーバイザーを務めていたウィリアム・メサの長編映画監督デビュー作となった。本編は91分で、映画監督のサム・ライミが本作にカメオ出演している。

## リリース
1995年6月にVHSで発売された。

## 評価
ヒューストン・クロニクル紙は、以下のような否定的な批評を書いた。「このような映画はオリジナルビデオ作品の名を汚すかもしれない」と評し、レビューでは「アクションシーンはまあまあで、低予算と貧弱な脚本に苦しんだ作品だろう」と書かれている。
また、The Sci-Fi Movie GuideにおいてChris Barasantiは、この映画を「独創性がなく、つまらない作品」と評した。

## 前日譚
この映画の前日譚が、『The Survivor』として1998年に公開された。本作の脚本家であるニック・デイヴィスが監督を務め、リチャード・モールがカイラ役で再登場したが、ターキン役はXavier Declieへと変更された。
日本では、『スタークリスタル2』という、本作の続編の様な邦題がつけられた。